# Équipe mixte aux Jeux olympiques
Lors des premiers Jeux olympiques d'été, des sportifs de nationalités différentes concouraient dans la même équipe. Le Comité international olympique réunit désormais les résultats de ces équipes sous l'appellation équipe mixte (ZZX dans la Liste des codes pays du CIO). Présentes lors des trois premières olympiades d'été, ces équipes ont remporté dix-sept médailles dont huit titres olympiques.

## Tableau des médailles par année
| Édition          | Médaille d'or, Jeux olympiques | Médaille d'argent, Jeux olympiques | Médaille de bronze, Jeux olympiques | Total | Rang |
| Athènes 1896     | 1                              | 1                                  | 1                                   | 3     | 11e  |
| Paris 1900       | 6                              | 3                                  | 3                                   | 12    | 4e   |
| Saint-Louis 1904 | 2                              | 1                                  | 1                                   | 4     | 5e   |
| Total            | 9                              | 5                                  | 5                                   | 19    | 49e  |

Une médaille d'argent a également été obtenue par une équipe mixte lors des Jeux olympiques intercalaires de 1906, non reconnus par le CIO et dont les médailles ne sont donc pas comptabilisées.

## Tableau des médailles par équipe
| Rang | Équipe                         | Médaille d'or, Jeux olympiques | Médaille d'argent, Jeux olympiques | Médaille de bronze, Jeux olympiques | Total |
| 1    | France Royaume-Uni             | 2                              | 1                                  | 1                                   | 4     |
| 2    | Australie Royaume-Uni          | 1                              | 0                                  | 1                                   | 2     |
| 2    | Royaume-Uni États-Unis         | 1                              | 0                                  | 1                                   | 2     |
| 4    | Cuba États-Unis                | 1                              | 0                                  | 0                                   | 1     |
| 4    | Danemark Suède                 | 1                              | 0                                  | 0                                   | 1     |
| 4    | France Pays-Bas                | 1                              | 0                                  | 0                                   | 1     |
| 4    | Empire allemand Royaume-Uni    | 1                              | 0                                  | 0                                   | 1     |
| 8    | France États-Unis              | 0                              | 2                                  | 0                                   | 2     |
| 9    | Égypte Royaume de Grèce        | 0                              | 1                                  | 0                                   | 1     |
| 9    | Royaume-Uni Espagne États-Unis | 0                              | 1                                  | 0                                   | 1     |
| 11   | Bohême Royaume-Uni             | 0                              | 0                                  | 1                                   | 1     |

## Tableau des médailles par sport
| Sport                  | Médaille d'or, Jeux olympiques | Médaille d'argent, Jeux olympiques | Médaille de bronze, Jeux olympiques | Total |
| Voile                  | 2                              | 0                                  | 0                                   | 2     |
| Tennis                 | 1                              | 3                                  | 3                                   | 7     |
| Polo                   | 1                              | 1                                  | 1                                   | 3     |
| Athlétisme             | 1                              | 1                                  | 0                                   | 2     |
| Aviron                 | 1                              | 0                                  | 0                                   | 1     |
| Gymnastique artistique | 1                              | 0                                  | 0                                   | 1     |
| Tir à la corde         | 1                              | 0                                  | 0                                   | 1     |
| Escrime                | 1                              | 0                                  | 0                                   | 1     |
| Cricket                | 0                              | 1                                  | 0                                   | 1     |